# にぼしいわし
にぼしいわしは、フリーの女性お笑いコンビ。2013年4月結成。女芸人No.1決定戦 THE W8代目女王。

## メンバー
香空 にぼし（きょうから にぼし、1992年6月13日 - ）（33歳）
ボケ担当。立ち位置は向かって左。おかっぱの方。
大阪府出身。身長151 cm、O型。
芸名の由来は、高校時代、弁当に入っていた煮干しを同じクラスのギャルにあげたところ、そのギャルから「にぼし」と呼ばれるようになったことから。
グッズ・イラスト・フライヤー・小道具制作担当。
伽説 いわし（ときどき いわし、1992年7月2日 - ）（33歳）
ツッコミ・ネタ作り担当。立ち位置は向かって右。眼鏡の方。
大阪府出身。身長156 cm、A型。
ギャルに名付けられたにぼしに乗っかる形で「いわし」を名乗り始めた。
音楽制作・事務仕事担当。

## 来歴・概要
高校1年生の時に同じクラスで出会う。入学式の前の健康診断でみんなが体育館に移動するために廊下に並んでる中、ずっと教室でカバンの中をゴソゴソしているにぼしに、いわしが「なんか探してるん？」と聞き、「なんも探してない」と返されたのがきっかけ。
2人ともお笑い好きというのではなく、クラスの隅っこでこそこそしゃべったりしているような目立たないタイプで、元々特に芸人になろうとは思っていなかった。しかし、文化祭でクラスの陽キャたちが漫才をやっているのを見て、「ウチらのほうがおもろいねん」と考え、高校3年生の時に周囲に内緒で現在と同じコンビ名でハイスクールマンザイ2010に出場、近畿大会準決勝に進出する。そのときの優勝者は現レインボーの池田直人が組んでいたコンビ「STAND BOX」で、現・霜降り明星の粗品のコンビ「スペード」、せいやのコンビ「ドンパルトン」、現・隣人の橋本市民球場のコンビ「オーバーオール」も同じ大会に出場していた。これで手応えを感じて「調子に乗っちゃった」のが現在に至る人生の転機になったという。
高校卒業後いわしは大学に合格、進学するが、にぼしは1年浪人する。その間にいわしはにぼしの分も含めたNSCの入学金を稼ぐが、20万円足りず、最終的にいわしの祖母に出してもらった。
高校卒業から1年経った後に2人で大阪NSCに入学する。2013年にデビューするが、一番仲の良い同期であったゆりやんレトリィバァのブレイクを目の当たりにし、お笑い一本でやっていくことに無謀さを感じ、自信を失って一度吉本興業を辞め、大学に通ってその後別々の会社に入り一般職に就いた。大阪のフリーライブ「C★マン」にエントリーしていたが、2014年9月に活動休止。2015年のM-1グランプリ復活を機にゆるやかに再始動し、季節の変わり目くらいのスパンでインディーズライブに出場した結果、2018年からスパンキープロダクションに所属。2019年3月まで2人共働きながら芸人をしていたが、退職して手当たり次第にインディーズライブに出演。以降、大阪のインディーズライブを拠点に月60本程度の舞台で活動する。
2020年8月末を持って、スパンキープロダクションを退所し、フリーとして大阪を中心に活動。吉本興業の強い大阪において「非吉本」芸人の連携を深める役割を果たし、風穴あけるズ、ボニーボニーとともに劇場「楽屋A」のトップメンバーにもなった。
2023年7月に行われた単独ライブ「グーチョキパーにおいて」の大阪公演エンディングにて東京進出を発表。これに伴い「楽屋A」を卒業、そして9月22日に行われた大阪ラストライブ「ヤングvsにぼしいわし全面戦争」を以て活動拠点を東京に移した。
デビュー以来個人の芸名は「にぼし」「いわし」であったが、2024年に名字をつけることを表明し、加納（Aマッソ）、奥田（ガクテンソク）、かんざき（動物チーム）、黒木（スーズ）、安藤（風穴あけるズ）からそれぞれ考案してもらった5つの候補から投票で選び、安藤考案の「香空にぼし」「伽説いわし」となった。
女芸人No.1決定戦 THE Wでは2019年大会で初の決勝進出を果たすもそのこに敗れ、2020年大会でも2年連続で決勝に進出するが、満場一致でTEAM BANANAに屈する。2022年大会でも3度目の決勝進出を果たすが、またも満場一致で紅しょうがに屈して1stステージを突破することができなかった。2024年大会で4度目の決勝進出を果たして決勝初進出のやました、もじゃを破り、4度目の挑戦で初めて1stステージを突破した。最終決戦では4票を獲得し紺野ぶるま、忠犬立ハチ高を破り4度目の挑戦で優勝が決定。芸能関連の所属団体に属さないフリーランスでの芸人としては2002年にだいたひかるが第1回R-1ぐらんぷりで優勝して以来、実に22年ぶりであった。優勝後の会見で、いわしは、「漫才2本では勝てない大会だと思われていたので、漫才で勝ててうれしい」とコメントした。

## 芸風
ネタは主に漫才で、しゃべくり漫才を演じることが多い。ネタ作り担当のいわしは、「『女性あるある』みたいなやつは自分たちがあるあるに感じている事と世間があるあるに感じている事がズレてるんで、ネタとしてもできないし、あまりそういうネタは好んで見ないので外してます」「『にぼしが言ったら面白いこと』というのを大前提に考えて」いて、「あまり素に合わないような事はしないってのはありますね」と語っている。

## 賞レース成績
| 年度             | 結果         | エントリーNo. | 会場               | 日時     |
| ---------------- | ------------ | ------------- | ------------------ | -------- |
| 2015年（第11回） | 1回戦敗退    | 1707          | YMCA国際文化ホール | 9月26日  |
| 2016年（第12回） | 2回戦進出    | 908           | 大丸心斎橋劇場     | 10月6日  |
| 2017年（第13回） | 3回戦進出    | 1561          | よしもと漫才劇場   | 10月24日 |
| 2018年（第14回） | 2回戦進出    | 2446          | 大丸心斎橋劇場     | 10月13日 |
| 2019年（第15回） | 準々決勝進出 | 744           | なんばグランド花月 | 11月18日 |
| 2020年（第16回） | 準々決勝進出 | 926           | なんばグランド花月 | 11月16日 |
| 2021年（第17回） | 準々決勝進出 | 16            | ルミネtheよしもと  | 11月17日 |
| 2022年（第18回） | 準々決勝進出 | 751           | ルミネtheよしもと  | 11月16日 |
| 2023年（第19回） | 3回戦進出    | 2384          | KANDA SQUARE HALL  | 11月8日  |
| 2024年（第20回） | 3回戦進出    | 442           | KANDA SQUARE HALL  | 11月8日  |

| 年度            | 結果       | 会場              | 備考                                       |
| --------------- | ---------- | ----------------- | ------------------------------------------ |
| 2017年（第1回） | 2回戦進出  | 道頓堀ZAZA HOUSE  |                                            |
| 2018年（第2回） | 2回戦進出  | 道頓堀ZAZA HOUSE  |                                            |
| 2019年（第3回） | 決勝進出   | 日本テレビ        | Aブロック1stステージ敗退                   |
| 2020年（第4回） | 決勝進出   | 日本テレビ        | Aブロック1stステージ敗退                   |
| 2021年（第5回） | 準決勝進出 | ルミネtheよしもと |                                            |
| 2022年（第6回） | 決勝進出   | 日本テレビ        | Cブロック1stステージ敗退                   |
| 2023年（第7回） | 準決勝進出 | ルミネtheよしもと |                                            |
| 2024年（第8回） | 優勝       | 日本テレビ        | Aブロック1stステージ勝ち抜き、最終決戦優勝 |

- 2022年 - 第43回ABCお笑いグランプリ 最終予選進出
- 2024年 - ザ・細かすぎて伝わらないモノマネ2024年冬 第2位（準優勝）

## 単独ライブ
- 第1回単独ライブ「ぱらぴりこ」（2020年2月25日、東京・新宿バティオス/2020年3月1日、大阪・道頓堀ZAZA HOUSE）
- 第2回単独ライブ「利きロマンス」（2021年4月26日、東京・新宿バティオス/2021年5月2日、大阪・道頓堀ZAZA HOUSE）
- 第3回単独ライブ「超！ネックル危機一髪」（2022年4月23日、大阪・道頓堀ZAZA HOUSE/2022年5月2日、東京・新宿バティオス）
- 第4回単独ライブ「グーチョキパーにおいて」（2023年7月2日、大阪・道頓堀ZAZA HOUSE/2023年7月12日、東京・野方区民ホール）
- 第5回単独ライブ「寓話」（2024年8月18日、大阪・大阪市立中央会館/2024年8月26日、東京・新宿バティオス）
- 第6回単独ライブ「あべこべあべ」（2025年6月23日、東京・座・高円寺2）

## 出演

### テレビ
- 女芸人No.1決定戦 THE W（日本テレビ、2019年12月9日・2020年12月14日・2022年12月10日・2024年12月10日）
- 漫才マン the ゴールド（関西テレビ、2020年2月15日）
- まいど!ジャーニィ〜（BSフジ、2021年1月17日・24日・31日） - 天才ピアニスト、ベルサイユと共に出演
- スッキリ（日本テレビ、2022年12月8日）
- ファイナリスト芸人が夢の競演！幻の優勝ネタ祭り（テレビ東京、2023年1月1日・2025年1月1日）
- 片っ端から喫茶店（テレビ大阪、2023年5月8日 - 12日・2024年7月8日 - 11日・12月9日 - 12日）
- ザ・細かすぎて伝わらないモノマネ（フジテレビ、2024年6月22日・2024年12月7日） - 初回出演時に決勝戦進出
- FNS27時間テレビ 日本一たのしい学園祭!（フジテレビ、2024年7月21日）
- ワイドナショー（フジテレビ、2024年12月15日）
- ウチのガヤがすみません!（日本テレビ、2025年1月3日）
- 踊る！さんま御殿!!（日本テレビ、2025年1月14日）
- 有吉の壁（日本テレビ、2025年1月29日）
- 千原ジュニアの座王（関西テレビ、2025年1月31日・4月11日※いわしのみ）
- ダウンタウンDX（読売テレビ・日本テレビ、2025年2月20日）
- プレバト!!（MBS毎日放送・TBS、2025年5月1日）
- すてきにハンドメイド（NHK Eテレ、2025年5月1日）

### テレビドラマ
- アンサンブル 第8話（日本テレビ、2025年3月8日）[19]

### ラジオ
- 真空ジェシカとにぼしいわしのお笑いアナザーストーリー（MBSラジオ、2021年6月28日）[20]
- にぼしいわしのGERA WEST（お笑いラジオアプリGERA、2021年8月31日）[21]
- GERA×げらっぷ 自由（フリー）の意味を誰よりも語ろう（お笑いラジオアプリGERA、2022年3月18日 - 4月8日）[22]
- にぼしいわしのアクウカクウカン → にぼしいわしのニッキ・トーキョー（Podcast、2022年6月17日 - ）[23]
- お笑いライブハウス「楽屋A」ラジオ選抜芸人の逆襲（MBSラジオ、2022年6月26日）[24]
- にぼしいわしのArtistspoken（Artistspoken、2023年5月31日 - ）
- 爆笑問題の日曜サンデー（TBSラジオ、2024年12月1日）
- にぼしいわしのオールナイトニッポンX（ニッポン放送、2025年1月2日）
- ナイツ ザ・ラジオショー（ニッポン放送、2025年1月29日・6月17日）
- 大竹まことのゴールデンラジオ（文化放送、2025年1月16日）[25]
- にぼしいわしのオールナイトニッポンPODCAST（ニッポン放送Podcast、2025年3月1日 - 3月29日）

## 著作
- 『そのうち孵化するって』（いわし）2022年5月刊（TRASHBOOKS）